# جهاز يلدز للاستخبارات

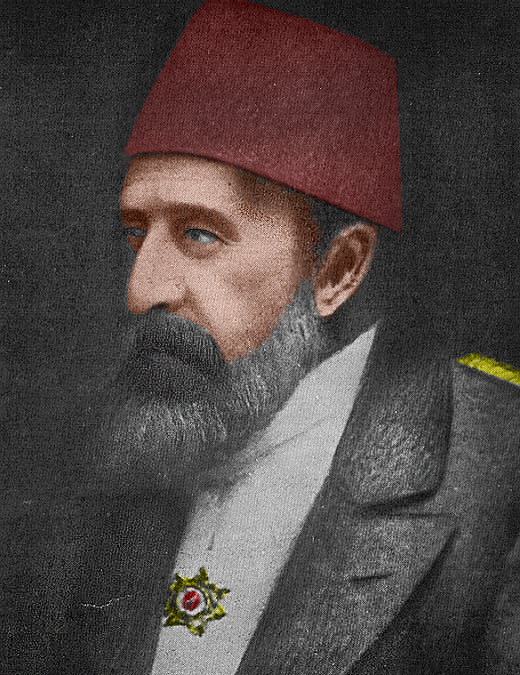
السلطان عبد الحميد الثاني

جهاز يلدز للاستخبارات أو وكالة استخبارات النجوم (بـ التركية Yıldız İstihbarat Teşkilatı) هي أول وكالة استخبارات تركية منظمة في تاريخ الدولة العثمانية وتركيا الحديثة أسسها السلطان عبد الحميد الثاني عام 1880 

## التاريخ
بسبب الأحداث الداخلية والخارجية التي وقعت في زمن السلطان عبد الحميد الثاني دفعته إلى إنشاء وكالة استخبارات مرتبطة به مباشرة 

ويروي السلطان في مذكراته:
«علمت ذات يوم من موسوروس باشا، سفيرنا في لندن، أن الصدر الأعظم السابق السر عسكر حسين عوني باشا تسلم نقودا من الإنجليز، إذا كان الصدر الأعظم وهو يحكم البلاد باسم السلطان يخون بلدته، فإن مخابراته لا بد أن تبلغ القصر على أنه يؤدي عمله على الوجه الأكمل، لذلك تكدرت وتأثرت، في أثناء تلك الأيام قابلني محمود باشا، وأدلى إلي ببعض معلومات عن بعض أعضاء تركيا الفتاة، وكانت الأخبار التي قدمها لي هامة».
وتابع قائلًا: 
«لا يمكن للدولة أن تكون آمنة، إذا تمكنت الدول الكبرى من أن تجند لخدمة أهدافها أشخاصا في درجة وزير أعظم، بناء على هذا قررت إنشاء جهاز مخابرات يرتبط بشخصي مباشرة، وهذا هو الجهاز الذي يسميه أعدائي بالجورنالجية (الشرطة السرية -المخابرات)، وكان ضروريا أن أعرف أن بين أعضاء جهاز الجورنالجية  المخلصين الحقيقيين أشخاصا مفترين، لكني لم أصدق ولم آخذ بأي شيء يأتي من هذا الجهاز مطلقا دون تحقق دقيق».